# Saison 4 de Teen Wolf
Chronologie
Saison 3 Saison 5
Cet article présente les douze épisodes de la quatrième saison de la série télévisée américaine Teen Wolf.

## Synopsis
Encore en train de récupérer de leurs pertes tragiques, Scott, Stiles, Lydia et Kira reviennent pour un nouveau trimestre à l'école avec des soucis plus humains que surnaturels, tout en essayant d'aider leur nouvelle amie Malia à se réinsérer dans la société. Mais la résurrection surprenante de Kate Argent et l'émergence d'un autre ennemi mystérieux qui se fait appeler le Bienfaiteur apportent de nouvelles menaces à Beacon Hills.

## Distribution

### Acteurs principaux
- Tyler Posey (VF : Alexandre Nguyen) : Scott McCall
- Dylan O'Brien (VF : Hervé Grull) : Stiles Stilinski
- Holland Roden (VF : Fily Keita) : Lydia Martin
- Shelley Hennig (VF : Cindy Lemineur) : Malia Tate
- Arden Cho (VF : Geneviève Doang) : Kira Yukimura (11 épisodes)
- Tyler Hoechlin (VF : Stéphane Pouplard) : Derek Hale (11 épisodes)

### Acteurs récurrents
- Linden Ashby (VF : Luc Boulad) : le shérif Stilinski (10 épisodes)
- Ian Bohen (VF : Guillaume Lebon) : Peter Hale (9 épisodes)
- Meagan Tandy (VF : Laura Zichy) : Braeden (9 épisodes)
- Ryan Kelley (VF : Garlan Le Martelot) : le shérif-adjoint Jordan Parrish (9 épisodes)
- Dylan Sprayberry (VF : Fabrice Trojani) : Liam Dunbar[2] (9 épisodes)
- J. R. Bourne (VF : Éric Aubrahn) : Chris Argent (7 épisodes)
- Jill Wagner (VF : Claire Guyot) : Katrine « Kate » Argent (7 épisodes)
- Orny Adams (VF : Yannick Blivet) : le coach Bobby Finstock (7 épisodes)
- Melissa Ponzio (VF : Guylène Ouvrard) : Melissa McCall (6 épisodes)
- Khylin Rhambo (VF : Geoffrey Loval) : Mason Hewitt[3] (6 épisodes)
- Tom Choi (VF : Bertrand Liebert) : Ken Yukimura, nouveau prof d'histoire et père de Kira (5 épisodes)
- Seth Gilliam (VF : Yann Pichon) : Dr Deaton, le vétérinaire (4 épisodes)
- Matthew Del Negro (VF : Constantin Pappas) : Rafael McCall (4 épisodes)
- Maya Eshet (VF : Élise Vigné) : Meredith Walker (4 épisodes)
- Cody Saintgnue (VF : Benjamin Bollen) : Brett Talbot (4 épisodes)
- Susan Walters (VF : Maïté Monceau) : Natalie Martin (3 épisodes - récurrence à travers les saisons)
- Tamlyn Tomita (VF : Sabeline Amaury) : Noshiko Yukimura (3 épisodes - récurrence à travers les saisons)

### Invités
- Ivo Nandi (VF : Éric Marchal) : Severo (épisodes 1, 5 et 12)
- Ivonne Coll (VF : Cathy Cerdà) : Araya (épisodes 1, 5 et 12)
- Ian Nelson (VF : Gwenaël Sommier) : Derek Hale jeune (épisodes 1 et 2)
- Lou Ferrigno Jr. (VF : Éric Marchal (acteur)|Éric Marchal) : l'adjoint Haigh (épisodes 2 et 9)
- Michael Fjordbak (VF : David Dos Santos) : Junior (épisode 2)
- Jeff Skowron : Briggs (épisode 2)
- Joseph Gatt : le « Muet » (épisodes 3, 4 et 8)
- Glenn McCuen (en) : Sean Walcott (épisode 3)
- Rahnuma Panthaky : Melle Fleming (épisode 3)
- Todd Williams (VF : Jean-Baptiste Anoumon) : Dr Geyer (épisode 3)
- Samantha Logan (VF : Marie Tirmont) : Violet (épisodes 4 à 6)
- Mason Dye (VF : Rémi Caillebot) : Garrett (épisodes 3 à 6[3])
- Ana Mulvoy Ten : Carrie Hudson (épisode 5)
- Aaron Hendry : Brunski  (épisodes 6 et 9)
- Claire Bryétt Andrew : Sydney (épisode 7)
- Lily Mariye (en) : Satomi Ito (épisodes 7 et 10)
- James Urbaniak : Simon (épisode 7)
- Nicole Pulliam (en) : Dr Wentz (épisode 7)
- Lily Bleu Andrew : Lori Rohr (épisode 10)
- John Posey (VF : tugdual Rio) : Dr Conrad Fenris (épisode 11)
- Steven Brand (VF : Marc Saez) : Dr Valack (épisodes 11 et 12)

## Production

### Développement
Le 12 octobre 2013, la série a été renouvelée pour une quatrième saison composée de douze épisodes annoncée lors du Comic-Con de New York.

### Casting
Les actrices Arden Cho et Shelley Hennig ont obtenu le statut d'actrice principale lors de la quatrième saison.
Crystal Reed a confirmé lors d'une interview avec Entertainment Weekly avoir demandé à quitter la série. Daniel Sharman a lui aussi choisi d'arrêter la série pour se consacrer à autre chose (notamment au cinéma) mais contrairement à son homologue féminin, il a tenu à ce que son personnage ne meurt pas pour lui permettre de réapparaître dans la série d'ici quelques mois. Quant aux jumeaux Max et Charlie Carver, ils vont prochainement intégrer le casting de la nouvelle série The Leftovers, ce qui explique également leur départ.

### Tournage
Le tournage de la quatrième saison a débuté le 18 février 2014 aux États-Unis.[réf. souhaitée]

## Liste des épisodes

### Épisode 1:La Lune sombre
- États-Unis : 23 juin 2014 sur MTV[10]
- France : 
  - 12 juillet 2014 sur MTV France[11] (en VOSTFr[11])
  - 19 septembre 2014 sur MTV France[12] (en VF)
- Québec : 6 janvier 2015 sur VRAK[13]

- États-Unis : 2,18 millions de téléspectateurs[14] (première diffusion)

- Tyler Hoechlin n’apparaît pas dans cet épisode

### Épisode 2:117
- États-Unis : 30 juin 2014 sur MTV
- France : 
  - 12 juillet 2014 sur MTV France[11] (en VOSTFr[11])
  - 19 septembre 2014 sur MTV France[12] (en VF)
- Québec : 13 janvier 2015 sur VRAK[15]

- États-Unis : 1,56 million de téléspectateurs[16]

Scott, Stiles, Malia, Kira et Lydia ont fini par retrouver Derek mais ce dernier n'est pas dans son état normal. En effet, redevenu plus jeune, il ne se souvient plus de son passé et de l'incendie qui a décimé sa famille. 

### Épisode 3: Muet
- États-Unis : 7 juillet 2014 sur MTV
- France : 
  - 12 juillet 2014 sur MTV France[11] (en VOSTFr[11])
  - 19 septembre 2014 sur MTV France[12] (en VF)
- Québec : 20 janvier 2015 sur VRAK[17]

- États-Unis : 1,55 million de téléspectateurs[18]

- C'est la première apparition de Dylan Sprayberry et de Joseph Gatt dans la série.

### Épisode 4:Le Bienfaiteur
- États-Unis : 14 juillet 2014 sur MTV
- France : 
  - 19 juillet 2014 sur MTV France (en VOSTFr)
  - 3 octobre 2014 sur MTV France (en VF)
  - 25 septembre 2015 sur France 4[19]
- Québec : 27 janvier 2015 sur VRAK[20]

- États-Unis : 1,72 million de téléspectateurs[21] (première diffusion)
- France : 296 000 téléspectateurs[19] (3e diffusion)

- Cet épisode marque le retour de JR Bourne.

### Épisode 5:Liam
- États-Unis : 21 juillet 2014 sur MTV
- France : 
  - 19 juillet 2014 sur MTV France (en VOSTFr)
  - 10 octobre 2014 sur MTV France (en VF)
  - 25 septembre 2015 sur France 4 (en VF)[19]
- Québec : 3 février 2015 sur VRAK[22]

- États-Unis : 1,61 million de téléspectateurs[23] (première diffusion)
- France : 309 000 téléspectateurs[19] (3e diffusion)

Lydia a déchiffré le code qui a permis de connaître un tiers de la liste noire de créatures surnaturelles, mais il lui reste encore deux mots clés à déchiffrer afin d'obtenir la liste complète. Pour cela, elle cherche à obtenir de l'aide d'une vieille connaissance.

### Épisode 6:Orphelins
- États-Unis : 28 juillet 2014 sur MTV
- France : 
  - 19 juillet 2014 sur MTV France (en VOSTFr)
  - 17 octobre 2014 sur MTV France (en VF)
- Québec : 10 février 2015 sur VRAK[24]

- États-Unis : 1,56 million de téléspectateurs[25] (première diffusion)

Parrish est informé de la situation par Stiles et Lydia. Ils cherchent alors à décoder la troisième partie de la liste. Pour cela, ils se rendent à Eichen House voir Meredith.
Violet est arrêtée par la police, son petit ami cherche alors à la faire libérer. Pour cela, il empoisonne et kidnappe Liam et demande à Scott en contrepartie de la retrouver car sans cela, Liam mourra empoisonné. Scott et Chris Argent partent donc à la recherche de Violet.

### Épisode 7:Bien armé
- États-Unis : 4 août 2014 sur MTV
- France : 
  - 26 juillet 2014 sur MTV France (en VOSTFr)
  - 24 octobre 2014 sur MTV France (en VF)
- Québec : 17 février 2015 sur VRAK[26]

- États-Unis : 1,75 million de téléspectateurs[27] (première diffusion)

### Épisode 8:L'heure est venue
- États-Unis : 11 août 2014 sur MTV
- France : 
  - 26 juillet 2014 sur MTV France (en VOSTFr)
  - 31 octobre 2014 sur MTV France (en VF)
  - 9 octobre 2015 sur France 4[28]
- Québec : 24 février 2015 sur VRAK[29]

- États-Unis : 1,68 million de téléspectateurs[30] (première diffusion)
- France : 292 000 téléspectateurs[28]  (3e diffusion)

Scott, Stiles, Kira et Liam mettent en place un plan périlleux pour Scott afin de découvrir l'identité du Bienfaiteur. De son côté, Braeden propose à Derek de lui apprendre à se servir d'une arme quand elle découvre qu'il a perdu ses pouvoirs.

### Épisode 9:Périssable
- États-Unis : 18 août 2014 sur MTV
- France : 
  - 26 juillet 2014 sur MTV France (en VOSTFr)
  - 7 novembre 2014 sur MTV France (en VF)
  - 9 octobre 2015 sur France 4[28]
- Québec : 3 mars 2015 sur VRAK[31]

- États-Unis : 1,48 million de téléspectateurs[32] (première diffusion)
- France : 355 000 téléspectateurs[28] (3e diffusion)

- Arden Cho n’apparaît pas dans cet épisode

### Épisode 10:Les Monstres
- États-Unis : 24 août 2014 sur MTV
- France : 
  - 2 août 2014 sur MTV France (en VOSTFr)
  - 14 novembre 2014 sur MTV France (en VF)
  - 16 octobre 2015 sur France 4[33]
- Québec : 10 mars 2015 sur VRAK[34]

- États-Unis : 1,44 million de téléspectateurs[35] (première diffusion)
- France : 316 000 téléspectateurs[33]

### Épisode 11:La Promesse pour la mort
- États-Unis : 1er septembre 2014 sur MTV
- France : 
  - 2 août 2014 sur MTV France (en VOSTFr)
  - 21 novembre 2014 sur MTV France (en VF)
  - 16 octobre 2015 sur France 4
- Québec : 17 mars 2015 sur VRAK[36]

- États-Unis : 1,29 million de téléspectateurs[37] (première diffusion)
- France : 308 000 téléspectateurs[33] (3e diffusion)

### Épisode 12:Fumée et Miroirs
- États-Unis : 8 septembre 2014 sur MTV
- France : 
  - 2 août 2014 sur MTV France (en VOSTFr)
  - 28 novembre 2014 sur MTV France (en VF)
  - 16 octobre 2015 sur France 4
- Québec : 24 mars 2015 sur VRAK[38]

- États-Unis : 1,54 million de téléspectateurs[39] (première diffusion)
- France : 288 000 téléspectateurs[33] (3e diffusion)

La meute et les amis de Scott décident de se rendre au Mexique, pour sauver le vrai Alpha et sa petite amie Kira. Alors qu'ils sont sur le départ, Stiles remarque l’absence de Lydia et Mason va le chercher; mais il se retrouve emprisonné avec elle par un guerrier fauve.
Le groupe se sépare en deux une fois arrivé au Mexique : une partie va délivrer Scott tandis que l'autre reste combattre Kate et le guerrier fauve qui l'accompagne. Pendant le combat, Derek est mortellement blessé. Entretemps, au lycée, le shérif Stilinski parvient à vaincre le guerrier fauve en lui lançant une claymore.
Kira rejoint le groupe à temps pour révéler au groupe que le guerrier fauve est Scott, transformé. Liam réussit à raisonner Scott, qui redevient un loup garou. Scott révèle à tout le monde que Peter est responsable des derniers événements, et ce dernier, furieux, explique qu'il considère que les pouvoirs d'un alpha lui reviennent de droit. Ils entament un combat singulier, que Scott remporte.
Les Calaveras arrivent sur les lieux pour prêter main-forte à la meute de Scott, mais Kate et le guerrier fauve restant ont toujours l'avantage. C'est alors qu'apparaît un loup qui parvient à terrasser Kate. Il se révèle être Derek, qui a évolué en loup noir aux yeux bleus, très puissant. Sa transformation complète a nécessité une perte de ses pouvoirs mais désormais, il est fort et totalement loup. Kate est poursuivie par Chris, qui refuse de la tuer car celle-ci l'a amadoué avec la mort d'Allison puis finit par s'enfuir. Braeden explique à Derek qu'elle a dû traquer la Louve du Désert - la mère de Malia - mais n'a jamais réussi à la trouver. Quand tout est terminé, tout le monde rentre à Beacon Hills, sauf Chris et les Calaveras, qui vont traquer Kate au Mexique.
- Cet épisode a une durée de 75 minutes (avec publicités[40]).
- C'est la dernière apparition de Tyler Hoechlin présent depuis le début dans la série. L'acteur reviendra pour la saison 6B.